# Chalma, Puebla
Chalma är en ort i Mexiko.   Den ligger i kommunen Xiutetelco och delstaten Puebla, i den sydöstra delen av landet, 190 km öster om huvudstaden Mexico City. Chalma ligger 2 103 meter över havet och antalet invånare är 170.
Terrängen runt Chalma är lite bergig. Runt Chalma är det ganska tätbefolkat, med 149 invånare per kvadratkilometer. Närmaste större samhälle är Teziutlan, 7,6 km nordväst om Chalma. I omgivningarna runt Chalma växer huvudsakligen savannskog.